# Републикански път III-8608
Републикански път IIІ-8608 е третокласен път, част от Републиканската пътна мрежа на България, преминаващ изцяло по територията на Смолянска област, Община Рудозем. Дължината му е 12,7 km.
Пътят се отклонява надясно при 135,9 km на Републикански път II-86 в центъра на град Рудозем и се насочва на юг-югозапад, нагоре по долината на Елховска река (десен приток на Арда). Преминава през селата Бърчево, Елховец и Пловдивци и завършва пред стената на новоизграждащия се язовир „Пловдивци“.
| Пътища, отклоняващи се надясно (населено място, № на пътя, посока на пътя) | km   | Пътища, отклоняващи се наляво (посока на пътя, № на пътя, населено място) |
| -------------------------------------------------------------------------- | ---- | ------------------------------------------------------------------------- |
| Община Рудозем, II-86, 135,9 km, гр. Рудозем →                             | 0,0  | → гр. Рудозем, 135,9 km, II-86, Община Рудозем                            |
| с. Бърчево                                                                 | 2,9  | с. Бърчево                                                                |
| (за с. Витина) общински път, с. Елховец ←                                  | 6,2  | с. Елховец                                                                |
| (за с. Коритата) общински път, с. Пловдивци ←                              | 9,5  | с. Пловдивци                                                              |
| яз. „Пловдивци“                                                            | 12,7 | яз. „Пловдивци“                                                           |